# Traumatismo penetrante
El traumatismo penetrante es un tipo de traumatismo que se produce cuando un objeto perfora la piel y entra en un tejido del cuerpo, provocando una herida abierta. En contraste, en una contusión o traumatismo no penetrante, puede haber un impacto, pero la piel no necesariamente se rompe. El objeto penetrante puede permanecer en los tejidos, volver a salir de la forma en que entró, o pasar a través de los tejidos y salir por otra área.
Un traumatismo en el que el objeto entra en el cuerpo o en una estructura y lo atraviesa hasta generar una herida de salida, es llamado traumatismo perforante. En las heridas de bala, el traumatismo perforante está asociado con una herida de entrada y, a menudo, una herida de salida más grande. Por otro lado, un traumatismo penetrante implica que el objeto no tiene lugar de salida.En otras palabras, la perforación y la penetración son similares, sin embargo, una penetración genera una herida de entrada, pero no una herida de salida. Este último tipo de trauma puede verse en un apuñalamiento, o en una herida de bala en la que se utilizó una pistola de baja velocidad.
Un traumatismo puede ser causado por un objeto extraño o por los fragmentos de un hueso roto. Usualmente ocurre en un crimen violento o en un combate armado, con lesiones provocadas por disparos y puñaladas.
El traumatismo penetrante puede ser grave, ya que puede dañar los órganos internos y, de esta manera, generar un riesgo de shock e infección. La gravedad del traumatismo varía dependiendo de las partes del cuerpo involucradas, las características del objeto penetrante, y la cantidad de energía transmitida a los tejidos. La evaluación puede implicar rayos X o tomografías computarizadas, y el tratamiento puede incluir cirugía, por ejemplo, para reparar las estructuras dañadas o eliminar objetos extraños.

## Mecanismo

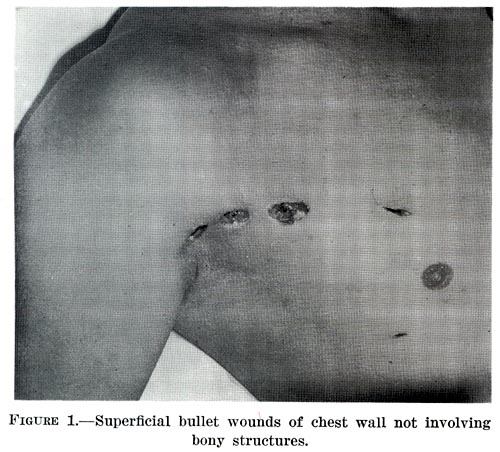
Una herida de bala.

Cuando un proyectil pasa a través del tejido, se desacelera, disipando y transfiriendo energía cinética a los tejidos, esto es lo que causa la lesión. La velocidad del proyectil es un factor más importante que su masa en la determinación de cuanto daño se produce;la energía cinética aumenta con el cuadrado de la velocidad. Además de la lesión causada directamente por el objeto que entra en el cuerpo, los traumatismos penetrantes pueden estar asociados con lesiones secundarias, debido por ejemplo a una lesión por explosión. Los objetos a alta velocidad usualmente son proyectiles como las balas de rifles de alto poder, tales como fusiles de asalto o fusiles de francotirador. Balas clasificadas como proyectiles de velocidad media incluyen las de las armas cortas, escopetas, y metralletas. Objetos de velocidad baja tales como cuchillos, suelen ser impulsados por la mano de una persona y, por lo general, sólo dañan el área que está directamente en contacto con el objeto. El espacio dejado en el tejido que se destruye por el objeto penetrante, que pasa a su través formando una cavidad, es llamado cavitación permanente. Además de causar daño a los tejidos con los que entran en contacto, los proyectiles de media y alta velocidad provocan una lesión de cavitación secundaria: cuando el objeto entra en el cuerpo, se crea una onda de presión que obliga a los tejidos a apartarse, creando una "cavidad temporal" que puede ser mucho mayor que el propio objeto. La cavidad temporal es el estiramiento radial del tejido alrededor de la trayectoria de la bala, que deja momentáneamente un espacio vacío causado por las altas presiones que rodean al proyectil. La cavitación temporal especialmente puede ser perjudicial cuando afecta a los tejidos delicados tales como el cerebro, como ocurre en traumatismo penetrante de cabeza.
Las características del tejido lesionado también ayudan a determinar la gravedad de la lesión; por ejemplo, mientras más denso el tejido, mayor será la cantidad de energía transmitida a la misma. La piel, los músculos y los intestinos absorben energía y, por lo tanto, son resistentes al desarrollo de cavitación temporal, mientras que órganos como el hígado, el bazo, los riñones y el cerebro, que tienen una resistencia a la tracción relativamente baja, es probable que se partan o se rompan debido a la cavitación temporal. La trayectoria de un proyectil puede ser estimada imaginando una línea desde la herida de entrada hasta la herida de salida, pero la trayectoria real puede variar debido al rebote o las diferencias en la densidad del tejido. En un corte, la decoloración y la hinchazón de la piel provocada por un golpe, sucede debido a la ruptura de vasos sanguíneos que produce el escape de sangre y fluidos, y a otras lesiones que interrumpen la circulación.

## Cabeza
Si bien el traumatismo penetrante de cabeza representa sólo un pequeño porcentaje de los traumatismos encefálicos craneanos, se asocia con una alta tasa bruta de mortalidad y sólo un tercio de las personas con este tipo de traumatismo logra sobrevivir el tiempo suficiente para llegar al hospital. Las lesiones por armas de fuego son la principal causa de muertes relacionadas con el TEC. El traumatismo penetrante de cabeza puede ocasionar contusiones cerebrales y laceraciones, hemorragias intracraneales, pseudoaneurismas, y fístulas arteriovenosas. El pronóstico de las lesiones penetrantes en la cabeza es muy variable.
El traumatismo facial penetrante puede suponer un riesgo para la vía aérea y la respiración; la obstrucción de la vía aérea puede ocurrir más tarde debido a la hinchazón o el sangrado. El traumatismo ocular penetrante puede provocar la ruptura del globo ocular o la fuga de humor vítreo, y representa una seria amenaza para la vista.

## Tórax

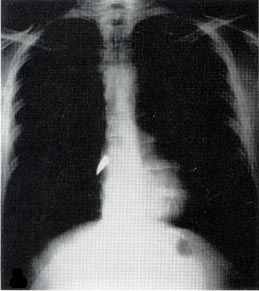
Radiografía que muestra una bala en el corazón.

La mayoría de las lesiones son heridas en el tórax y tienen una tasa de mortalidad de menos del 10 %. El traumatismo torácico penetrante puede dañar órganos vitales como el corazón y los pulmones y puede interferir con la respiración y la circulación. Las lesiones pulmonares que pueden ser causadas por un traumatismo penetrante incluyen laceración pulmonar (corte o desgarro), contusión pulmonar (moretón), hemotórax (una acumulación de sangre en la cavidad torácica fuera del pulmón), neumotórax (una acumulación de aire en la cavidad torácica) y hemoneumotórax (acumulación de sangre y aire). La succión del traumatismo torácico y la tensión del neumotórax puede resultar.
El traumatismo penetrante también puede causar lesiones al corazón y al sistema circulatorio. Cuando el corazón es perforado, puede sangrar profusamente en la cavidad toráxica si la membrana que lo rodea (el pericardio) se desgarra significativamente, o puede causar taponamiento cardiaco si el pericardio no es interrumpido. Las fracturas de costillas comúnmente producen traumatismo de tórax penetrante cuando los huesos afilados atraviesan los tejidos.

## Abdomen
El traumatismo abdominal penetrante (TAP) puede ser mortal porque los órganos abdominales, especialmente aquellos en  el retroperitoneo, pueden sangrar profusamente, y el retroperitoneo puede contener gran cantidad de sangre. Si el páncreas se lesiona, puede resultar más herido por sus propias secreciones, en un proceso llamado "autodigestión". Las lesiones del hígado, que son comunes debido al tamaño y a la ubicación del órgano, presentan un grave riesgo de shock debido a que el tejido hepático es delicado y tiene un gran suministro y capacidad de sangre. Los intestinos, que ocupan una gran parte del abdomen bajo, también corren el riesgo de perforación.
Las personas con traumatismo abdominal penetrante pueden tener signos de shock hipovolímico (insuficiencia de sangre en el sistema circulatorio) y peritonitis (una inflamación del peritoneo, la membrana que recubre la cavidad abdominal). La penetración puede abolir o disminuir los ruidos intestinales debido a una hemorragia, una infección, e irritación, y las lesiones en las arterias pueden hacer que se escuchen soplos (un sonido distintivo similar al soplo cardiaco). La percusión del abdomen puede revelar hiperresonancia (que indica aire en la cavidad abdominal) o embotamiento (lo que indica una acumulación de sangre). El abdomen puede estar distendido o dolorido, signos que indican una necesidad urgente de cirugía.

## Evaluación y tratamiento
La evaluación puede ser difícil porque gran parte del daño a menudo es interno y no visible. El paciente es examinado a fondo. Los rayos X y la tomografía computarizada se pueden usar para identificar el tipo y la ubicación de las lesiones potencialmente letales. A veces, antes de realizar la radiografía de una persona con traumatismo penetrante de un proyectil, se coloca un clip sobre las heridas de entrada y salida para mostrar su ubicación en la película. Al paciente se le administra, por vía intravenosa, fluidos para reemplazar la sangre perdida. Puede ser necesaria una cirugía; el objeto penetrante se asegura en su lugar para que no se mueva ni cause una lesión mayor, y sea retirado en un quirófano. Los cuerpos extraños tales como las balas pueden ser removidos, pero también se los puede dejar en su lugar si la cirugía necesaria para sacarlos causase más daño que el causado por dejarlos. Las heridas se desbridan para eliminar el tejido que no puede sobrevivir y otros materiales que presentan riesgo de infección.

## Historia

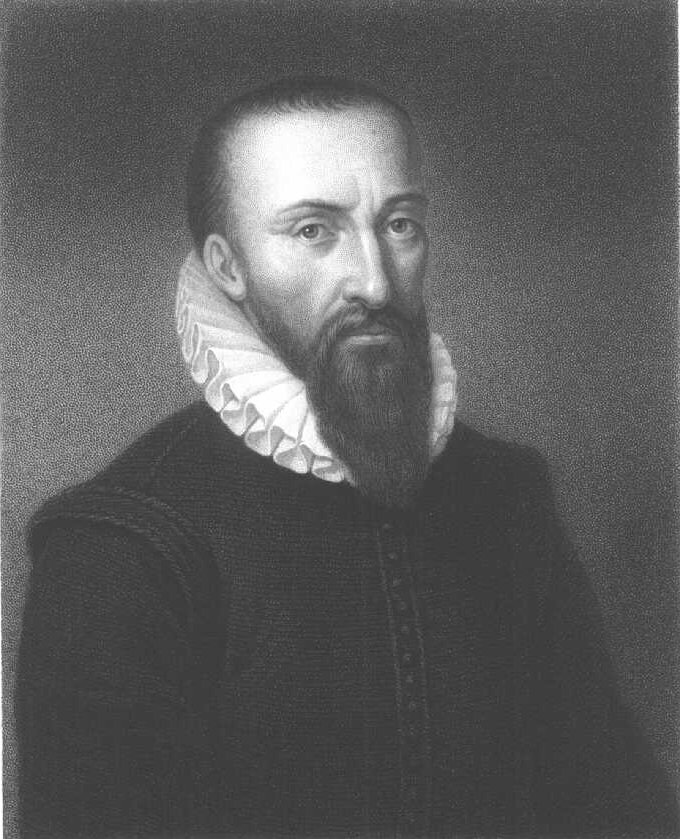
Ambroise Paré.

Antes del siglo XVII, los médicos vertían aceite caliente en las heridas con el fin de cauterizar los vasos sanguíneos dañados, pero el cirujano francés Ambroise Paré desafió el uso de este método en 1545. Paré fue el primero en proponer el control de la hemorragia mediante la ligadura.
Durante la Guerra de Secesión, el cloroformo fue usado durante la cirugía para reducir el dolor y permitir más tiempo para las operaciones. Debido en parte a la falta de una técnica de esterilización en los hospitales, la infección fue la principal causa de muerte en los soldados heridos.
En la Primera Guerra Mundial, los doctores comenzaron a reemplazar el fluido perdido de los pacientes con soluciones salinas. Con la Segunda Guerra Mundial, vino la idea de los bancos de sangre, teniendo cantidades de sangre donada disponible para reemplazar los fluidos perdidos. El uso de antibióticos también llegó a practicarse en la Segunda Guerra Mundial.